# خوزه براوو
خوزه براوو (انگلیسی: José Bravo; ۱۸ نوامبر ۱۹۱۶ – ۱ فوریهٔ ۱۹۹۳) بازیکن فوتبال اهل اسپانیا بود. وی در سئوتا متولد شد. او به‌عنوان یک وینگر چپ بازی می‌کرد و اولین تیمی که در آن بازی کرد اس دی یونیون آفریقا سئوتا بود. در سال ۱۹۴۰ او به بارسلونا پیوست که در آن تا فصل ۱۹۴۷–۴۸ بازی کرد و در مجموع ۱۹۶ بازی، ۸۸ گل در همه مسابقات به ثمر رساند.